# Masato Ōtomo
Masato Ōtomo (大友正人?, Ōtomo Masato; Prefettura di Kanagawa, 22 gennaio 1961) è un ex calciatore giapponese, di ruolo attaccante.

## Carriera

### Club
Formatosi nel liceo dell'Università del Giappone, a partire dal 1979 divise la propria carriera fra lo Yomiuri e la rappresentativa calcistica dell'università di Aoyama. Dopo la laurea, proseguì l'attività di calciatore fino alla stagione 1988-89, al termine della quale si ritirò dopo aver totalizzato 105 presenze e 18 gol in Japan Soccer League. Il suo palmarès conta tre titoli nazionali e uno continentale conseguito nel 1987.

### Nazionale
Ha al suo attivo una convocazione in occasione di un incontro amichevole fra la selezione C della nazionale giapponese e l'Újpesti Dózsa, disputata il 6 febbraio 1980.

## Statistiche

### Presenze e reti nei club
| Stagione | Squadra        | Campionato | Campionato | Campionato |
| Stagione | Squadra        | Comp       | Pres       | Reti       |
| -------- | -------------- | ---------- | ---------- | ---------- |
| 1979     | Yomiuri        | JSL1       | 9          | 6          |
| 1980     | Yomiuri        | JSL1       | 4          | 1          |
| 1981     | Yomiuri        | JSL1       | 15         | 1          |
| 1982     | Yomiuri        | JSL1       | 18         | 2          |
| 1983     | Yomiuri        | JSL1       | 17         | 3          |
| 1984     | Yomiuri        | JSL1       | 9          | 0          |
| 1985-86  | Yomiuri        | JSL1       | 18         | 1          |
| 1986-87  | Yomiuri        | JSL1       | 7          | ?          |
| 1987-88  | Yomiuri        | JSL1       | 5          | ?          |
| 1988-89  | Yomiuri        | JSL1       | 3          | 1          |
|          | Totale Yomiuri |            | 105        | 18         |

## Palmarès
- Japan Soccer League: 3

Yomiuri: 1983, 1984, 1986-87
- Coppa dell'Imperatore: 3

Yomiuri: 1984, 1986, 1987
- Japan Soccer League Cup: 1

Yomiuri: 1979, 1985
- Campionato d'Asia per club: 1

Yomiuri: 1987